# Umidjan Astanow
Umidjan Astanow (sinh ngày 11 tháng 8 năm 1990) là một cầu thủ bóng đá Turkmenistan hiện tại thi đấu cho FC Altyn Asyr ở Giải bóng đá vô địch quốc gia Turkmenistan và Đội tuyển bóng đá quốc gia Turkmenistan.

## Sự nghiệp câu lạc bộ
Anh bắt đầu sự nghiệp tại câu lạc bộ FC Merw. Kể từ năm 2013, anh thi đấu cho FC Balkan và giành chức vô địch Cúp Chủ tịch AFC 2013 tại Malaysia. Năm 2015, anh chuyển đến FC Altyn Asyr.

## Sự nghiệp quốc tế
Anh thi đấu cho Đội tuyển Olympic Turkmenistan tại Đại hội thể thao châu Á 2010 ở Quảng Châu. Umidjan cũng được triệu tập vào đội tuyển Olympic Turkmenistan tham gia Thế vận hội Luân Đôn 2012.
Astanow ra mắt đội tuyển quốc gia tại Cúp Challenge AFC 2012.

## Danh hiệu
Cúp Challenge AFC:
- Á quân: 2012

Cúp Chủ tịch AFC:
- Vô địch: 2013